# Massif du San Pedrone (Castagniccia)
Massif du San Pedrone (Castagniccia) este o arie protejată (sit de importanță comunitară — SCI) din Franța întinsă pe o suprafață de 732 ha, integral pe uscat.

## Localizare
Centrul sitului Massif du San Pedrone (Castagniccia) este situat la coordonatele 42°15′27″N 9°18′30″E / 42.2575°N 9.30833°E.

## Înființare
Situl Massif du San Pedrone (Castagniccia) a fost declarat arie specială de conservare în baza directivei 92/43 din 1992 referitoare la conservarea habitatelor naturale și a faunei și florei sălbatice pentru a proteja 1 specie de plante și 8 specii de animale.

## Biodiversitate
Situată în ecoregiunea mediteraneană, aria protejată conține 7 habitate naturale: Lande oro-mediteraneene cu formațiuni endemice de grozamă, Izvoare petrifiante cu formare de travertin (Cratoneurion), Păduri de Quercus ilex și Quercus rotundifolia, Galerii de Salix alba și de Populus alba, Formațiuni stabile xerotermofile de Buxus sempervirens pe pante stâncoase (Berberidion p.p.), Păduri de Castanea sativa, Pante stâncoase silicioase cu vegetație casmofită.
La baza desemnării sitului se află mai multe specii protejate:
- plante (1): Astragalus alopecurus
- mamifere (4): liliac cârn (Barbastella barbastellus), liliac cărămiziu (Myotis emarginatus), liliacul mare cu potcoavă (Rhinolophus ferrumequinum), liliacul mic cu potcoavă (Rhinolophus hipposideros)
- nevertebrate (3): croitorul mare al stejarului (Cerambyx cerdo), Papilio hospiton, Rosalia alpina
- pești (1): salmo cettii (Salmo cetti)

Pe lângă speciile protejate, pe teritoriul sitului au mai fost identificate 2 specii de plante, 9 specii de mamifere.